# Xtreem Music
Xtreem Music ist ein spanisches Independent-Label, das im Jahr 2001 in Madrid gegründet wurde. Das Label hat sich auf Veröffentlichungen im Extreme-Metal-Bereich spezialisiert.

## Geschichte
Das Label wurde im Oktober 2001 von Dave Rotten, Sänger der Band Avulsed, gegründet, nachdem das Label Repulse Records den Bankrott verkünden musste. Das Label gehört zu den größten spanischen Labels in diesem Bereich.
Das Label besitzt außerdem eine Mailorder für Spanien. Seit November 2008 erscheint außerdem in Spanien das Xtreem Magazine, das nur über Mailorder an ihre Kunden vertrieben wird.

## Bands (Auswahl)
- Disgorge
- Hour of Penance
- Paganizer
- Kronos
- Funebre
- Vorkreis
- Demilich
- Avulsed
- Aggression
- Gorezone
- Visceral Damage

## Veröffentlichungen (Auswahl)
- 2007: Disgorge · Gore Blessed to the Worms
- 2003: User Ne · Tarantos
- 2003: Hour of Penance · Disturbance
- 2003: Paganizer · Murder Death Kill
- 2004: Kronos · Colossal Titan Strife
- 2004: Funebre · Children of the Scorn
- 2004: Abhorer · Unholy Blasphemer
- 2005: Adramelech · Terror of Thousand Faces
- 2009: Demilich · Nesphite
- 2009: Gorezone · Brutalities of Modern Domination
- 2013: Warlord U.K. · We Die as One[2]